# Mạnh Hạo Nhiên

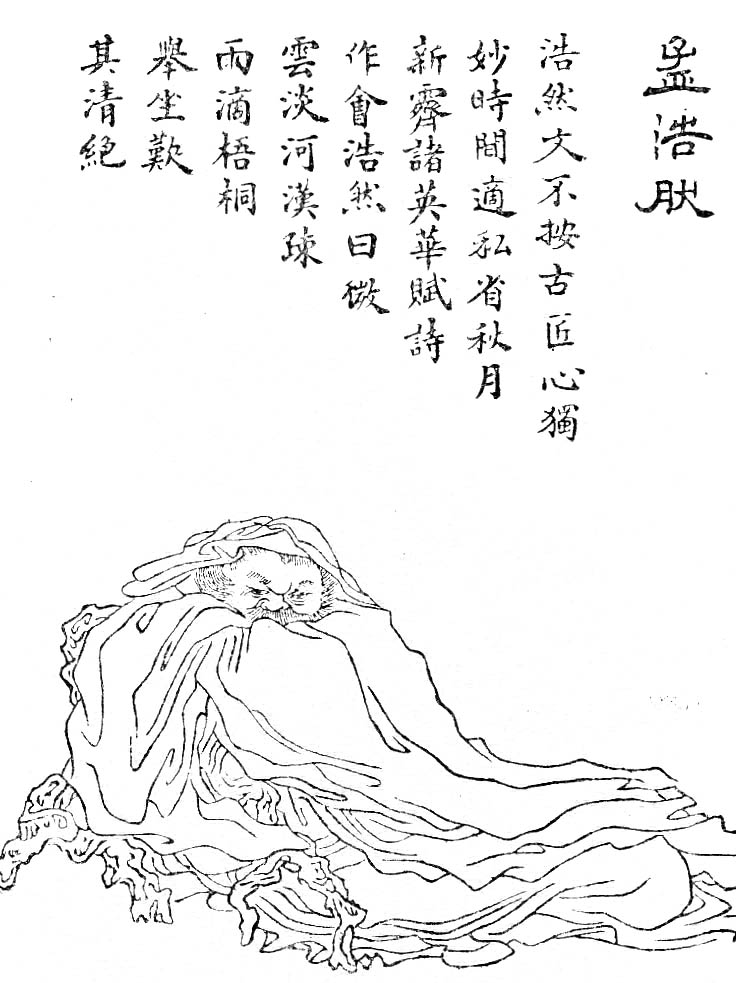
Mạnh Hạo Nhiên

Mạnh Hạo Nhiên (tiếng Trung: 孟浩然; bính âm: Mèng Hàorán; Wade–Giles: Meng Hao-jan, 689 hay 691-740) là nhà thơ Trung Quốc thời nhà Đường, thuộc thế hệ đàn anh của Lý Bạch. Lý Bạch rất hâm mộ học vấn, tài năng và nhân cách của Mạnh Hạo Nhiên. Không thành công trong nghiệp quan trường, ông đã chú tâm làm thơ và viết văn về quê hương của mình.
Ông sinh ra tại Tương Dương, Hồ Bắc, và gắn bó với quê hương. Ông hầu như suốt đời sống ở quê và cảnh vật, lịch sử, các truyền thuyết quê hương đã đi vào thơ ca của ông. Địa danh xuất hiện trong thơ ông đặc biệt là núi Lộc Môn, những nơi ông đã từng ẩn cư trong một thời gian ngắn. Ông được biết đến qua bài thơ của Lý Bạch có tựa "Hoàng Hạc lâu tống Mạnh Hạo Nhiên chi Quảng Lăng".